# Нестер, Мария Фёдоровна
Мария Фёдоровна Нестер (5 апреля 1918, Хмельница — 1989) — советская колхозница. Герой Социалистического Труда (1966).

## Биография
Мария Нестер родилась 5 апреля 1918 года в польском селе Хмельница (сейчас Слонимского района Гродненской области Белоруссии).
Была домохозяйкой. Во время Великой Отечественной войны была поваром в партизанском отряде имени Рокоссовского. После освобождения Белорусской ССР вернулась в Хмельницу.
С 1947 году трудилась в местном колхозе.
В 1952 году перебралась в село Новодевятковичи Слонимского района. Работала дояркой, а с 1958 года — свинаркой совхоза «Слонимский». Постоянно добивалась высоких результатов. В 1965 году среднем от каждой из закреплённых за ней свиноматок получила по 27,5 поросёнка.
22 марта 1966 года Указом Президиума Верховного Совета СССР за достигнутые успехи в развитии животноводства, увеличении производства и заготовок мяса, молока, яиц, шерсти и другой продукции удостоена звания Героя Социалистического Труда с вручением ордена Ленина и золотой медали «Серп и Молот».
До 1974 года продолжала работать свинаркой, после чего вышла на пенсию по состоянию здоровья.
Жила в Новодевятковичах.
Умерла в 1989 году.
Награждена медалями, в том числе медалями ВДНХ СССР.